# Шумилин, Сергей Иванович
Сергей Иванович Шумилин (21 февраля 1990, Можайск) — российский футболист, нападающий.

## Карьера
Воспитанник ЦСКА. В 2007—2008 годах выступал за дубль команды. Сезон 2009 года провёл в новосибирской «Сибири». 2010 год начал в латвийском «Вентспилсе». Летом 2010 года был арендован криворожским «Кривбассом» до конца года. В 2011 году был игроком барнаульского «Динамо». В начале 2012 года подписал контракт с волгоградским «Ротором». В первой половине 2016 года играл за «Мику» Ереван.